# Újszék
Újszék (1899-ig Novoszedlicza, szlovákul: Nová Sedlica, ukránul: Нова Седлиця [Novoszelicja]) község Szlovákiában, az Eperjesi kerület Szinnai járásában.

## Fekvése
Szinnától 43 km-re északkeletre, az lengyel-ukrán-szlovák határ háromszögében, a Zboji-patak partján fekszik.

## Története
A hagyomány szerint a mai település elődje már a 13. század elején létezett. Neve eredetileg Sztrázsnica volt, lakói pedig a közeli hegyszoros védelmével megbízott határőrzők voltak. A falu valószínűleg a tatárjárás során pusztult el.
A mai falut a 16. század második felében, a vlach jog alapján telepítették. 1585-ben még „Rozcell” néven említik először. A Drugethek homonnai uradalmához tartozott. 1600-ban 6 ház állt a településen. A 17. század elején a falu elnéptelenedett, 1610-ben telepítették újra. 1612-ben 2 soltész, 9 jobbágy és 5 zsellércsalád élt itt. 1630-ban „Rosczel vel Nouoszelicze” alakban szerepel az összeírásban. 1680 és 1710 között a kuruc háborúk és a járványok következtében újra néptelen volt. 1715-ben 9 lakott és 5 üres ház állt a faluban. Régi fatemploma a feljegyzések szerint 1724-ben már állt. A takcsányi görögkatolikus plébániához tartozott, majd 1752-ben önálló plébánia lett, anyakönyveit 1777-óta vezetik. 1784-ben gróf Csáky István lett a birtokosa, aki később a Lobkovicz családnak adta el. 1787-ben 57 házzal rendelkezett.
A 18. század végén Vályi András így ír róla: „NOVOSZÉDLICZA. Orosz falu Zemplén Várm. földes Ura Szirmay Uraság, lakosai ó hitűek, fekszik Alsó Zbojhoz 1/2 órányira, Felső Galiciának szomszédságában, határja két nyomásbéli, leg inkább zabot terem, középszerűen árpát, kölest, tatárkát, és krompélyt, többnyire hegyes, völgyes, kősziklás, fejér sovány agyagos kavitssal egyeles a’ földgye, erdeje van, legelője bőven, kenyere szűken, piatza Homonnán, és Ungváron.”
1828-ban 82 ház állt itt. Lakói főként földművesek, erdei munkások voltak.
Fényes Elek 1851-ben kiadott geográfiai szótárában így ír a faluról: „Novaszelicza, orosz falu Zemplén vmegyében, Szinna fil. 4 romai, 597 gör. kath., 8 zsidó lak. Gör. paroch. templom. 732 h. szántóföld. Nagy erdő. F. u. Szirmay. Ut. p. Homonna (fiók).”
Borovszky Samu monográfiasorozatának Zemplén vármegyét tárgyaló része szerint: „Újszék, előbb Novoszedlicza, ruthén kisközség Ung vármegye határán. Van 94 háza s 590 gör. kath. vallású lakosa. Postája, távírója és vasúti állomása Nagyberezna. A homonnai uradalomhoz tartozott, de újabban a Csáky és Szirmay grófok, a Bydeskuthy, Lasztóczy és a Vladár családok lettek a földesurai. Most nincs nagyobb birtokosa. Gör. kath. temploma 1764-ben épült.”
1920 előtt Zemplén vármegye Szinnai járásához tartozott. Az első világháborúban heteken át súlyos harcok színhelye volt, sok háza leégett. Csak két épület maradt épen, a régi fatemplom és egy házikó. Lakói még a 20. század elején sem nagyon tudtak írni és olvasni. Az iskola 1927-ben kapott új téglaépületet, addig egy fából készített épületben működött. A tanítás 1918 és 1938 között szlovák és ukrán nyelven zajlott. 1939 és 1945 között ismét Magyarország része.
1944 szeptemberében megszállták a németek, a lakosságot pedig evakuálták. Súlyos harcok után, október 16-án foglalták el a szovjet csapatok. A háború után a falut újjá kellett építeni.

## Népessége
| Év:            | 1994. | 2004.    | 2014.    | 2024.    |
| -------------- | ----- | -------- | -------- | -------- |
| Emberek száma: | 373   | 323      | 290      | 231      |
| Eltérés:       |       | -13,40 % | -10,21 % | -20,34 % |

| Év:            | 2023. | 2024.   |
| -------------- | ----- | ------- |
| Emberek száma: | 236   | 231     |
| Eltérés:       |       | -2,11 % |

1910-ben 685, túlnyomórészt ruszin anyanyelvű lakosa volt.
2001-ben 337 lakosából 293 fő szlovák, 17 ruszin és 7 ukrán volt.
2011-ben 287 lakosából 163 fő szlovák, 91 ruszin és 15 ukrán volt.

## Nevezetességei
- Mihály arkangyal tiszteletére szentelt ortodox fatemploma 1764-ben épült a korábbi fatemplom helyén. Barokk ikonosztáza 18. századi, de néhány ikon a 16.–17. században készült. Harangját 1811-ben öntötték. A templomot – mint a ruszin-ukrán építőművészet kiemelkedő alkotását – 1971-ben a homonnai falumúzeumba szállították.
- A falu mai temploma 1970-ben épült.